# DJ Deep
DJ Deep, artiestennaam van Cyril Étienne des Rosaies, is een Frans deephouseproducer en dj. Hij is onder een groot aantal namen actief en heeft diverse samenwerkingen met anderen op zijn naam staan. Aanvankelijk maakt hij vooral deephouse, maar later ging hij met Roman Poncett ook techno maken. Hij is eigenaar van het Deeply Rooted-label, waarop hij platen van diverse underground-producers uitbrengt. Ook is hij actief geweest in diverse radioshows.

## Biografie
De in Parijs geboren DJ Deep wordt in de vroege jaren negentig actief als dj en hoort bij de eerste generatie dj's die actief is op de Wake Up!-party's die Laurent Garnier in de Rex club organiseert. Een van zijn eerste projecten als producer is Deep Contest, dat hij maakt in samenwerking met Ludovic Navarre. Daarmee brengen ze de The Ripost EP uit, waarop stevige house staat. Als dj is hij actief op het piratenstation Radio FG, waar hij samen met DJ Gregory een show heeft. Samen met Julien Jabre vormt hij in 1997 het kort bestaande project The Deep, waar in de periode 1997-1998 enkele singles van worden uitgebracht. Rond 2000 doet hij weer een aantal samenwerkingen met anderen. Een opvallende is het jazzy Back In The Dark/Spring, dat hij met de Amerikaanse deephouseproducer Jovonn maakt. Als de populariteit van de Franse housemuziek rond 2001 een hoogtepunt bereikt brengt hij de verzamelaar Respect to DJ Deep. In 2003 richt hij het label Deeply Rooted House op omdat hij ontevreden is over de ruimte die hij heeft om zijn creativiteit te kunnen gebruiken. Op het label verschijnt werk van diverse underground-producers, maar ook van Kerri Chandler. Ook ontstaat het sublabel House music records, waarop hij oude vergeten houseplaten een nieuw leven probeert te geven. Mede daardoor komen er een tijd lang minder producties van eigen hand. Als hij rond 2013  uitstapje richting techno begint te maken, hernoemt hij het label naar Deeply Rooted. In 2014 ontmoet hij de producer Romain Reynaud, die een track op zijn label uitbrengt. Het klikt tussen de twee en ze beginnen een samenwerking. Met hem produceert hij enkele tracks voor het Tresor-label met het project Adventice. Daarvoor bouwen ze ook een liveact op. Met Poncett vormt hij ook het duo Sergie Rezza, waarmee hij enkele singles en een titelloos album uitbrengt. Als Fang brengen ze meer housegetinte tracks uit. Ook solo verschijnt er een groot aantal ep's en om de zoveel tijd een mixverzamelaar.

## Discografie

### Albums
- Sergie Rezza – Sergie Rezza (2015)

### Verzamelalbums
- French Sessions Distance To House Vol.4 (1999)
- Respect to DJ Deep (2001)
- Deep Sessions 01 (2002)
- City To City (2005)
- City To City part 02 (2006)
- Resident Advisor 275 (2011)
- Kern Vol. 01  (2012)
- Rebirth (2014)
- Truancy Volume 190 (2017)